# أحمد باسل
أحمد باسل مواليد 19 أغسطس 1997 في العراق، هو لاعب كرة قدم عراقي يلعب مع نادي الشرطة كحارس مرمى. مثّل منتخب العراق لكرة القدم فئة الشباب.

## الإنجازات
نادي الشرطه العراقي:
الدوري العراقي الممتاز (2): 2018–2019 , 2021–2022
كأس السوبر العراقي (2): 2019 , 2022